# Stazione di Carbonin-Misurina
A Stazione di Carbonin-Misurina 1962-ben bezárt vasútállomás Olaszországban, Trentino-Alto Adige régióban, Bolzano településen található.

## Vasútvonalak
Az állomást az alábbi vasútvonalak érintették:
- Dolomit-vasút

## Kapcsolódó állomások
A vasútállomáshoz az alábbi állomások vannak a legközelebb: 
- Stazione di Cimabanche
- Landro railway station